# Miltefosine
Miltefosine, een alkyl-fosfolipide uit de groep der alkylfosfocholines, is een geneesmiddel voor de behandeling van leishmaniasis. Het is werkzaam tegen Leishmania-protozoa die de ziekte veroorzaken. In proeven bij dieren en mensen is het effectief gebleken tegen Leishmania donovani en Leishmania infantum.
Het middel is in de jaren 1990 ontwikkeld aan het "Max-Planck-Institut für biophysikalische Chemie" in Göttingen door prof. Hansjörg Eibl en prof. Clemens Unger. Het is sedert 2004 toegelaten voor de behandeling van leishmaniasis. Het wordt verkocht in tabletvorm onder de merknaam Impavido door Zentaris GmbH uit Duitsland.
Voor de behandeling van leishmaniasis bij honden is er Milteforan van Virbac, dat een oplossing van miltefosine is die in het voeder gemengd moet worden.
Miltefosine is het eerste eenvoudig oraal toedienbaar geneesmiddel voor de behandeling van leishmaniasis. Het is zeer effectief, en in tegenstelling tot de eerder gebruikte geneesmiddelen wordt het goed verdragen en vertoont het geen significante bijwerkingen.
Daarnaast werd miltefosine ook gebruikt tegen uitzaaiingen van borstkanker. Hiervoor was het verkrijgbaar als een oplossing die op de huid moet uitgesmeerd worden, onder de merknaam Miltex van Baxter Healthcare. In Nederland is het middel hiervoor echter niet geregistreerd, bovendien is het product in 2013 uit de handel gehaald.